# Миджорд, Андреас
Андре́ас Ми́джорд (фар. Andreas Midjord; род. 11 февраля 2004 года в Торсхавне, Фарерские острова) — фарерский футболист, игрок клуба «ТБ».

## Карьера
Андреас начинал свою карьеру в клубе «Ройн». После того, как его клуб стал частью «ТБ/ФКС/Ройн», он вошёл в систему этой команды. После распада «ТБ/ФКС/Ройн» игрок стал членом юношеской команды «ТБ». Он дебютировал за взрослый состав «чёрно-белых» 17 июня 2020 года в матче чемпионата Фарерских островов против «Скалы»: игрок заменил Поуля Ингасона на 90-й минуте. Всего в своём первом сезоне на взрослом уровне Андреас принял участие в 8 встречах первенства архипелага, а также в кубковой игре с «Вуйчингуром». В сезоне-2021 он был важным игроком «ТБ», отыграв 21 матч в высшем фарерском дивизионе.

## Статистика выступлений
| Выступление      | Выступление      | Выступление      | Лига | Лига | Кубки | Кубки | Еврокубки | Еврокубки | Прочие | Прочие | Итого | Итого |
| Клуб             | Лига             | Сезон            | Игры | Голы | Игры  | Голы  | Игры      | Голы      | Игры   | Голы   | Игры  | Голы  |
| ---------------- | ---------------- | ---------------- | ---- | ---- | ----- | ----- | --------- | --------- | ------ | ------ | ----- | ----- |
| ТБ Твёройри      | Премьер-лига     | 2020             | 8    | 0    | 1     | 0     | 0         | 0         | 0      | 0      | 9     | 0     |
| ТБ Твёройри      | Премьер-лига     | 2021             | 21   | 0    | 0     | 0     | 0         | 0         | 0      | 0      | 21    | 0     |
| ТБ Твёройри      | Итого            | Итого            | 21   | 0    | 0     | 0     | 0         | 0         | 0      | 0      | 21    | 0     |
| Всего за карьеру | Всего за карьеру | Всего за карьеру | 29   | 0    | 1     | 0     | 0         | 0         | 0      | 0      | 30    | 0     |